# Tai Kang
Tai Kang (chinesisch: 太康) war der dritte König der Xia-Dynastie. Er war der Sohn des Königs Qi von Xia und väterlicher Enkel von Yu dem Großen und der Königin Nu Jiao.

## Biographie
In den „Taiping Yulan“, die auf die „Annalen der Kaiser und Könige“ Bezug nehmen, wird verzeichnet, dass Tai Kang, ein Monarch der Xia-Dynastie, 29 Jahre lang herrschte. Gemäß den „Bambusannalen“ bestieg Tai Kang den Thron im Jahr Guiwei und seine Hauptstadt lag in Zhunxun (斟鄩), bekannt auch als Zhunxin.
Tai Kang, bekannt für seine Vorliebe für die Jagd, vernachlässigte oft die Regierungsgeschäfte. Diese Vernachlässigung führte zu seinem Verhängnis, als er in seinem ersten Jahr bei einer Jagd am nördlichen Ufer des Luo-Flusses von Hou Yi, dem Stammesführer der Youqiong, vertrieben wurde und er daraufhin Zhenxin besetzte.
Tai Kang konnte nicht in sein Reich zurückkehren und verbrachte die letzten vier oder laut dem Buch Lushi zehn Jahre seines Lebens in Yangxia, im heutigen westlichen Teil des Kreises Tai Kang in der Provinz Henan, wo er letztendlich krank und isoliert verstarb.
Die erste Aufzeichnung über den Verlust des Reiches durch Taikang findet sich in den „Zuo Zhuan“, genauer im vierten Jahr der Regentschaft von Herzog Xiang. Die „Annalen der Xia“ im „Shiji“ (Aufzeichnungen des Großen Historikers) halten knapp fest: „Nach dem Tod von Kaiser Qi der Xia-Dynastie bestieg sein Sohn Kaiser Tai Kang den Thron. Kaiser Tai Kang verlor jedoch das Reich. Er und seine vier Brüder fanden Unterschlupf am Ufer des Luo-Flusses und schrieben das ‚Lied der fünf Söhne‘.“ Diese Darstellung korrespondiert mit dem „Vorwort zum Buch der Dokumente“. Schon in der Qing-Dynastie äußerte der Historiker Cui Shu Bedenken bezüglich der historischen Echtheit Tai Kangs.
Nach den Aufzeichnungen des Großen Historikers regierte er etwa 19 Jahre und verlor sein Regime. „Taiping Yulan“ behauptet, er sei ein Tyrann gewesen, der 29 Jahre lang regierte, dann sein Regime verlor und verschwand.
Nach dem Tod Tai Kangs übernahm sein Bruder Zhong Kang den Thron und setzte die Dynastie fort.
Einiger Quellen zufolge wurde Tai Kang in einem See ertränkt.

## Tai Kang Mausoleum
Im Stadtbezirk Chengguan der Hui-Gemeinde in der Stadt Taikang in der Provinz Henan gibt es heute ein Tai Kang-Mausoleum.